# Verkeerd Geparkeerd
Verkeerd Geparkeerd, kortweg VG, is een vereniging door en voor holebi's jonger dan 30 in de Belgische stad Gent. Verkeerd Geparkeerd werd opgericht in 1987 en is daarmee de oudste holebi-jongerenvereniging in Vlaanderen. De vereniging is lid van Wel Jong, çavaria en Casa Rosa.

## Activiteiten
Verkeerd Geparkeerd organiseert elke week een praatcafé in regenbooghuis Casa Rosa in Gent en minstens één activiteit per week. Het doelpubliek van het praatcafé en de activiteiten zijn holebi-jongeren, maar ook hetero-jongeren zijn er welkom. Het wil voor deze jongeren een alternatief bieden voor het commerciële milieu waar niet iedereen zijn gading vindt.
Naast deze wekelijkse activiteiten organiseert Verkeerd Geparkeerd ook vier keer per jaar een fuif voor holebi's en twee keer per jaar een weekend. In 2017 werd in samenwerking met holebifilmfestival PinX een filmprogramma met workshops op scholen verzorgd, om daarmee meer bewustzijn over lhbt-thema's te creëren.
Sinds 2016 organiseert Verkeerd Geparkeerd samen met zusterverenigingen Enig Verschil, &of, Inderdaad en Mixed een holebi-jongerenkamp onder de naam Camp Z. Dit initiatief won in 2017 de "Prijs van het Hart" van koepelorganisatie çavaria.

## Geschiedenis
Verkeerd Geparkeerd ontstond in 1987. In oktober van dat jaar kwamen voor het eerst een groepje jongen homo's en lesbiennes samen met het idee om iets te organiseren voor jonge homo's en lesbiennes, aangezien er voordien in Gent niets voor holebi-jongeren te doen was. Op 30 oktober 1987 was de vereniging een feit.
Hiermee was Verkeerd Geparkeerd de eerste van een reeks succesvolle holebi-jongerenverenigingen, die, anders dan de oudere emancipatie-organisaties, steevast zowel homojongens als lesbische meisjes omvatten.
In juli 1994 organiseerden enkele leden van Verkeerd Geparkeerd, Enig Verschil uit Antwerpen en Het Goede Spoor (tegenwoordig &of) uit Leuven een eerste holebi-jongerenontmoetingsdag in Blankenberge. Hieruit kwam het samenwerkingsverband Wel Jong Niet Hetero voort - een naam die aanvankelijk door Verkeerd Geparkeerd gebruikt was als slogan tijdens de Belgische Roze Zaterdag.
Voor het opzetten van het Gentse roze of regenbooghuis Casa Rosa zamelde Verkeerd Geparkeerd geld in middels een groot evenement dat samen met Studio Brussel op 29 januari 2000 in het Kuipke werd georganiseerd en dat als eerste evenveel homo- als heterobezoekers trok.
In oktober 2007 vierde Verkeerd Geparkeerd haar 20-jarig bestaan. In die tijd nam de vereniging onder meer deel aan de Gentse Flikkendag, de Student Kick-Off van de Universiteit Gent en werd samen met de Turkse Gemeenschap een gezamenlijke Eurovisiesongfestivalavond georganiseerd.